# La llegenda dels set vampirs d'or
 La llegenda dels set vampirs d'or  (The Legend of the 7 Golden Vampires) és una pel·lícula fantàstica xino-britànica estrenada el 1974, oficialment de Roy Ward Baker però de fet codirigida per Chang Cheh. És el vuitè film i darrer de la saga Dracula dirigida per l'estudi Hammer Films. Va ser precedida de The Satanic Rites of Dracula. Ha estat doblada al català.

## Argument
1804, el comte Dràcula rep la visita de Kah, un tirà xinès, que ha vingut a demanar-li que l'ajudi. Dràcula agafa aviat el lloc de Kah i marxa a la Xina per a fer-hi regnar el terror. És ajudat en la seva tasca per vampirs xinesos. Un segle més tard, un descendent d'Abraham Van Helsing és a la Xina per investigar sobre la llegenda dels set vampirs d'or.

## Repartiment
- John Forbes-Robertson: Comte Dracula
- Peter Cushing: Lawrence Van Helsing
- Robin Stewart: Leyland Van Helsing
- Julie Ege: Vanessa Buren
- David Chiang: Hsi Ching
- Shih Szu: Mai Kwei

## Premis i nominacions
La pel·lícula va estar en competició en el Festival internacional de cinema fantàstic d'Avoriaz 1975.